# Behler & Waldenmaier
Behler & Waldenmaier (zuvor Fidelis Behler) war eine bayrische Orgelwerkstatt mit Sitz in München. Sie existierte von etwa 1860 bis 1937.

## Geschichte
Der Orgelbauer Fidelis Behler (1835–1906) machte sich in den 1860er Jahren als Orgelbauer in Memmingen selbstständig. Er belieferte zahlreiche Dorfkirchen im Gebiet des heutigen Regierungsbezirks Schwaben. Nach seinem Tod führten seine beiden Söhne August Behler (* 1877; † unbekannt) und Karl Behler (1865–1936) das Unternehmen weiter. Etwa in dieser Zeit wurde der Werkstattsitz nach München verlegt. Um 1908 schloss sich Behler mit Georg Waldenmaier unter dem Namen „Behler & Waldenmaier“ zusammen. Mit dem Tod von Georg Waldenmaier im Jahr 1937 wurde das Unternehmen aufgelöst.

## Werkliste (Auswahl)
| Jahr   | Ort                         | Gebäude                            | Bild | Manuale | Register | Bemerkungen |
| ------ | --------------------------- | ---------------------------------- | ---- | ------- | -------- | --- |
| 1868   | Waltenhausen                | St. Georg                          |      | II/P    | 14       | 1920 durch einen Neubau der Firma Steinmeyer ersetzt.                                                                              |
| 1869   | Weißenhorn                  | Mariä Himmelfahrt                  |      | II/P    | 24       | 1952 durch einen Neubau der Firma Sandtner ersetzt.                                                                                |
| 1869   | Theinselberg                | Evangelische Kirche                |      |         |          | 1919 durch einen Neubau der Steinmeyer ersetzt. Dieser wiederum 1984 durch eine Mönch-Orgel ersetzt. Gehäuse von Behler erhalten.  |
| 1873   | Bad Hindelang               | St. Johannes der Täufer            |      | II/P    | 21       | 1936 durch einen Neubau der Firma Zeilhuber ersetzt.                                                                               |
| 1874   | Heimenkirch                 | St. Margareta                      |      | II/P    | 22       | 1924 durch einen Neubau der Firma Steinmeyer ersetzt.                                                                              |
| 1875   | Kaufbeuren                  | Heil- und Pflegeanstalt            |      | I/P     | 6        | |
| 1877   | Benningen                   | St. Peter und Paul                 |      | I/P     | 12       | 1950 durch die heutige Orgel ersetzt.                                                                                              |
| 1878   | Wolferstadt                 | St. Martin                         |      | II/P    | 19       | 1915 durch einen Neubau der Firma Steinmeyer ersetzt.                                                                              |
| 1878   | Schöneberg (Pfaffenhausen)  | St. Nikolaus                       |      | II/P    | 13       | 1908 durch einen Neubau der Firma Julius Schwarzbauer ersetzt.                                                                     |
| 1879   | Westerheim (Schwaben)       | Mariä Himmelfahrt                  |      | II/P    | 20       | 1908 durch einen Neubau im alten Gehäuse der Firma Behler & Waldenmaier ersetzt.                                                   |
| 1879   | Holzgünz                    | St. Georg                          |      | II/P    | 14       | |
| 1880   | Heimertingen                | St. Martin                         |      | I/P     | 11       | 1932 durch einen Neubau der Firma Dreher & Flamm ersetzt.                                                                          |
| 1881   | Türkheim                    | Kapuzinerkirche Maria Empfängnis   |      | I/P     | 9        | 1906 durch einen Neubau der Firma Hindelang ersetzt.                                                                               |
| 1882   | Amerdingen                  | St. Vitus                          |      | I/P     | 10       | 1942 durch einen Neubau der Firma Link ersetzt.                                                                                    |
| 1882   | Friesenried                 | St. Josef                          |      | I/P     | 10       | 1937 durch einen Neubau der Firma Hindelang ersetzt.                                                                               |
| 1882   | Böhen                       | St. Georg                          |      |         |          | 1907 durch einen Neubau der Firma Maerz ersetzt.                                                                                   |
| 1883   | Memmingen                   | Klosterkirche St. Johann Baptist   |      | II/P    | 24       | 1951 durch einen Neubau der Firma Steinmeyer ersetzt.                                                                              |
| 1888   | Unterjoch (Bad Hindelang)   | Heilige Dreifaltigkeit             |      |         |          | 1911 durch einen Neubau der Firma Hindelang ersetzt.                                                                               |
| 1898   | Herrenstetten               | St. Martin                         |      | I/P     | 16       | 1944 durch einen Neubau der Firma Zeilhuber ersetzt.                                                                               |
| 1902   | Gestratz                    | St. Gallus                         |      | II/P    | 15       | 2007 durch die heutige Weber-Orgel ersetzt.                                                                                        |
| 1908   | Oberkammlach                | Mariä Himmelfahrt                  |      |         |          | 1965 durch die heutige Deininger & Renner-Orgel ersetzt.                                                                           |
| 1909   | Westerheim (Schwaben)       | Mariä Himmelfahrt                  |      |         |          | Im Gehäuse der Vorgängerorgel von Fidelis Behler                                                                                   |
| 1909   | Alling                      | Mariä Geburt                       |      | I/P     | 9        | Im Originalzustand erhalten. Gesamtes Orgelwerk im Generalschweller.                                                               |
| 1909   | Puchheim                    | Mariä Himmelfahrt                  |      | I/P     | 5        | 1954 durch einen Neubau der Firma Walcker ersetzt.                                                                                 |
| 1910   | Garching an der Alz         | St. Nikolaus                       |      | II/P    | 21       | Im Originalzustand erhalten. → Orgel                                                                                               |
| 1910   | Ising (Chieming)            | Mariä Himmelfahrt                  |      |         |          | 1983 durch die heutige Beckerath-Orgel ersetzt.                                                                                    |
| 1910   | Kleinhelfendorf             | St. Emmeram                        |      | II/P    | 14       | 1979 durch einen Neubau der Firma Gerhard Schmid ersetzt.                                                                          |
| ~ 1910 | Unterweikertshofen          | St. Gabinus                        |      | I/P     | 8        | Im Originalzustand erhalten. Gesamtes Orgelwerk im Generalschweller.                                                               |
| 1911   | Anzing                      | Mariä Geburt                       |      | II/P    | 20       | 1993 durch die heutige Staller-Orgel ersetzt.                                                                                      |
| 1911   | Obertaufkirchen             | St. Martin und St. Magdalena       |      | II/P    | 17       | erhalten und 2012 in der Originalzustand zurückversetzt → Orgel                                                                    |
| 1911   | Falkenberg (Niederbayern)   | St. Laurentius                     |      | II/P    | 12       | 2001 durch die heutige Jann-Orgel ersetzt.                                                                                         |
| 1912   | Bernried am Starnberger See | St. Martin                         |      | II/P    | 20       | Im Originalzustand erhalten. |
| 1912   | Ottendichl                  | St. Martin                         |      | II/P    | 12       | 1991 durch die heutige Staller-Orgel ersetzt.                                                                                      |
| ~ 1912 | Roßbach (Odelzhausen)       | St. Leonhard                       |      | I/P     | 6        | → Orgel |
| ~ 1912 | Hettenshausen               | St. Johannes der Täufer            |      | I/P     | 8        | verändert erhalten. |
| 1913   | Ursberg                     | Hauskapelle St. Josef              |      |         | 16       | nicht erhalten |
| 1913   | Weyarn                      | St. Peter und Paul                 |      | II/P    | 18       | 1983 durch einen Neubau der Firma Staller ersetzt.                                                                                 |
| 1913   | Bösenreutin                 | St. Nikolaus                       |      | II/P    | 16       | Das gesamte Pfeifenwerk der Orgel befindet sich in einer schwellbaren Kammer auf dem Dachboden der Kirche.                         |
| 1913   | Bruckmühl-Mittenkirchen     | St. Nikolaus                       |      | I/P     | 6        | erhalten |
| 1913   | München-Nymphenburg         | Dall'Armi-Bürgerheim (Hauskapelle) |      | I/P     | 5        | Im Originalzustand erhalten. Gesamtes Orgelwerk im Generalschweller.                                                               |
| 1913   | Sulding                     | Kreuzauffindung                    |      | I/P     | 5        | |
| 1914   | München-Laim                | St. Ulrich                         |      | II/P    | 19       | 1969 durch die heutige Schreibmayr-Orgel ersetzt.                                                                                  |
| 1914   | Langenhaslach               | St. Martin                         |      | II/P    | 15       | erhalten |
| 1914   | Hörgersdorf (Taufkirchen)   | St. Bartholomäus                   |      | II/P    | 11       | erhalten |
| 1915   | Staudach                    | St. Corona                         |      | II/P    | 12       | erhalten |
| 1915   | Seehausen am Staffelsee     | St. Michael                        |      | II/P    | 13       | 1958 tiefgreifender Umbau; 2001 durch einen Neubau der Firma Siegfried Schmid ersetzt.                                             |
| 1916   | Salmdorf                    | Mariä Himmelfahrt                  |      | I/P     | 6        | Umbau der Wagner-Orgel von 1839 → Orgel                                                                                            |
| 1918   | Münsterhausen               | St. Peter und Paul                 |      | II/P    | 21       | 1996 durch die heutige Siegfried Schmid-Orgel ersetzt.                                                                             |
| 1919   | Rumeltshausen               | St. Laurentius                     |      | I/P     | 6        | → Orgel |
| ~ 1920 | Nassenhausen                | St. Martin                         |      | II/P    | 14       | → Orgel |
| 1921   | Salgen                      | St. Johannes der Täufer            |      | II/P    | 14       | erhalten! |
| 1923   | Niederneuching              | St. Johannes der Täufer            |      | II/P    | 8        | 1968 Umbau durch Staller; 1999 durch die heutige Offner-Orgel ersetzt.                                                             |
| 1926   | Dachau                      | St. Jakob                          |      | III/P   | 31       | 1968 Umbau durch Staller; 1997 durch die heutige Vleugels-Orgel ersetzt.                                                           |
| 1932   | München-Laim                | Zu den heiligen zwölf Aposteln     |      | I/P     | 6        | Aufstellung in der Notkirche. Verbleib nach dem Bau der heutigen Pfarrkirche, welche zunächst eine Weise-Orgel erhielt, unbekannt. |